# طيهوج حاد الذيل كولومبي
طيهوج حاد الذيل كولومبي (الاسم العلمي: Tympanuchus phasianellus columbianus)، هو نويع من الطيهوج حاد الذيل موطنه غرب الولايات المتحدة وكولومبيا البريطانية.